# Manfred Schnelldorfer
Manfred Schnelldorfer (* 2. Mai 1943 in München) ist ein ehemaliger deutscher Eiskunstläufer, der im Einzellauf startete. Er ist der Olympiasieger von 1964 und der Weltmeister von 1964.

## Sport und Beruf
Bereits mit acht Jahren gewann Manfred Schnelldorfer seine erste Meisterschaft im Eiskunstlauf. Seine Mutter hatte nach Kriegsende mit einem Amerikaner das Kind verlassen und es in die Obhut des Roten Kreuzes gegeben. Schnelldorfer wuchs danach in einem Schlierseer Kinderheim auf. Sein Vater fand ihn dort erst 1946 wieder. Der Vater konnte aber nicht für den Unterhalt seinen Sohnes sorgen, deswegen lebte Manfred Schnelldorfer bei Pflegeeltern. Er bezeichnet diesen Teil seiner Kindheit als „schlimme Zeit“. Erst als sein Vater erneut heiratete, wurde Manfred von ihm zurückgeholt. Er wurde von seinem Vater und dessen neuer Frau, die beide bekannte Eislauftrainer waren, betreut und trainiert. Er startete für den Münchener ERC und somit für die Bundesrepublik Deutschland.
Bei seinen einzigen Deutschen Juniorenmeisterschaften wurde er noch von seinem Teamkollegen Hans-Jürgen Bäumler besiegt, während Manfred Schnelldorfer nur ein Jahr später bei den Deutschen Meisterschaften der Senioren gewann. Hier wurde Hans-Jürgen Bäumler nur Vierter. Später studierte er nebenher zwar acht Semester Architektur, doch das Eislaufen ließ ihn nicht zum Abschluss kommen.
Der Höhepunkt seiner Karriere war der Gewinn der Goldmedaille im Eiskunstlauf der Herren bei den Olympischen Spielen 1964 in Innsbruck. Der Olympiasieg Manfred Schnelldorfers war überraschend. Eigentlicher Favorit war Alain Calmat aus Frankreich, der von 1962 bis 1964 Europameister und auch Vize-Weltmeister 1963 war. Schnelldorfer ist bis heute der einzige deutsche Olympiasieger im Eiskunstlauf der Herren.
Für diese Leistung erhielt er am 11. Dezember 1964 das Silberne Lorbeerblatt. Im selben Jahr beendete Schnelldorfer seine Karriere mit nur 21 Jahren.
Insgesamt wurde Manfred Schnelldorfer achtmal deutscher Meister (1956–1961, 1963–1964), dreimal Europameisterschaftsdritter (1960–1962) und zweimal Vize-Europameister (1963–1964) und nach seinem Olympiasieg 1964 auch Weltmeister. Es war der erste Weltmeisterschaftssieg eines Deutschen nach dem in Österreich geborenen, aber für das Deutsche Reich startenden Gilbert Fuchs im Jahr 1906. Danach trat Schnelldorfer vier Jahre lang in bekannten deutschen Eisrevuen auf, Angebote US-amerikanischer Revuen mit Millionengagen hatte er zuvor abgelehnt.
Schnelldorfer war als „singender Sportler“ auch als Schlagersänger und Schauspieler tätig, bevor er Trainer und Fachsportlehrer wurde. Von 1974 bis 1981 war er der erste Eislaufbundestrainer. Manfred Schnelldorfer lebt in München und hatte bis 1995 ein eigenes Sportgeschäft.
Neben dem Eiskunstlauf betrieb er auch Rollkunstlauf und wurde hier 1958 Dritter der Weltmeisterschaften der Herren. Schnelldorfer gilt als Entdecker der Eiskunstläufer Rudi Cerne und Norbert Schramm.
Schnelldorfer ist verheiratet und Vater von zwei Söhnen sowie einer Tochter, die mit Eckart Witzigmann zusammen ist.

## Ergebnisse
| Wettbewerb / Jahr        | 1954 | 1955 | 1956 | 1957 | 1958 | 1959 | 1960 | 1961 | 1962 | 1963 | 1964 |
| ------------------------ | ---- | ---- | ---- | ---- | ---- | ---- | ---- | ---- | ---- | ---- | ---- |
| Olympische Spiele        |      |      |      |      |      |      | 8.   |      |      |      | 1.   |
| Weltmeisterschaften      |      | -    | Z    | 11.  | 15.  | -    | 7.   |      | 5.   | 3.   | 1.   |
| Europameisterschaften    |      | 10.  | 10.  | 7.   | 7.   | 5.   | 3.   | 3.   | 3.   | 2.   | 2.   |
| Deutsche Meisterschaften | 1. J | 2.   | 1.   | 1.   | 1.   | 1.   | 1.   | 1.   | -    | 1.   | 1.   |

- Z = Zurückgezogen
- J = Junioren

## Schlager von Manfred Schnelldorfer
- 1964: Wenn du mal allein bist (400.000-mal verkauft)
- 1964: Mizzie
- 1965: Traurigsein bringt nichts ein
- 1965: Deine schönen blauen Augen

## Filmografie
- 1964: Holiday in St. Tropez
- 1964: Die lustigen Weiber von Tirol
- 1965: Ich kauf mir lieber einen Tirolerhut
- 1965: Ein Ferienbett mit 100 PS
- 1965: Tausend Takte Übermut
- 1966: Das Spukschloß im Salzkammergut
- 1966: Komm mit zur blauen Adria
- 2010: Das R-Team – Die rüstige Rentner-Comedy